# Stanley Mason
Stanley-Georges Mason (Montréal, 20 marzo 1914 – Grand-Mère, 21 aprile 1987) è stato un chimico canadese.
Stanley-Georges Mason è stato un professore canadese di chimica e fisica. 
Viene considerato il fondatore della microreologia. 
La sua carriera è iniziata presso l'Istituto canadese di ricerca sulle paste e sulla carta e quindi come professore al Dipartimento di Chimica dell'Università McGill. 

## Premi e onorificenze
- 1950 - Membro della Société royale du Canada
- 1967 - Premio Kendall Company dell'American Chemical Society
- 1969 - Premio Anselme Payen dell'American Chemical Society
- 1969 - Medaglia Bingham della Società di Reologia americana
- 1973 - Medaglia dell'Istituto di chimica del Canada
- 1980 - Medaglia Howard N. Potts del Franklin Institute
- 1984 - Distinguished Member dell'International Society of Biorheology
- 1985 - Professore emerito dell'Université McGill
- 1986 - Premio Marie-Victorin

| Controllo di autorità | VIAF (EN) 79078451 · ISNI (EN) 0000 0000 5577 2623 · LCCN (EN) no2018069129 · GND (DE) 118940422 |